# 川﨑絵里子
川﨑 絵里子（かわさき えりこ）は、イタリア在住の日本人歌手、Youtuber、日本語学校講師。イタリア・パドヴァ在住。
イタリアのテレビ番組NekoTVやOtaku TV Italiaのテーマソングを歌うほか、日本・イタリアの番組にも出演。
Youtuberとしてイタリア向チャンネル”ERIKOTTERO” 、日本向チャンネルである"ERITALYエリタリーチャンネル"を持つ。

## 概要
長崎県長崎市生まれ。
イタリアのパドヴァ音楽院卒業後、日本語講師として勤務していた語学学校の校長のイタリア人プロデューサーDJ Shiruと、2012年に音楽ユニットK-ble jungleを結成。楽曲のスタイルはオペラやエレクトロニック, ときには伝統音楽も含む。これまで日本での音楽イベントだけでなくフランスのパリで開催されたJAPAN EXPOやマレーシアのComic Fiesta、アメリカのAnime Weekend、イタリアのルッカコミックス&ゲームズなど様々なステージで活躍。
オリジナルソングにはJ-POPスタイルの楽曲である「Charming Girl」や、エレクトロニックサウンドとオペラをミックスさせた「Midori」などが挙げられる。「Future」と「Alive」などの楽曲はイタリアのテレビ番組のテーマソングにも採用。 K-ble Jungle はコミックスフェスティバルだけでなくよりフォーマルなイベントでもライブを行っている。 音楽スタイルはJ-POPからイタリアのオペラまで多岐にわたり、ダンスソングやラップなどにも挑戦している。
グッと!地球便 では、イタリアでの歌手活動に至った経緯等が語られている。
2018年、K-ble Jungleは解散、現在はフリーで活動中。
2019年9月 イタリア国営放送チャンネルRai 1の料理番組に出演。
2020年4月27日、17LIVEでライブ配信を開始、2022年12月7日に終了。

## ディスコグラフィ

### アルバム
K-ble Jungle在籍時
| リリース日     | タイトル                                                               | 販売形態    | 販売形態   | 販売形態 |
| -------------- | ---------------------------------------------------------------------- | ----------- | ---------- | -------- |
| 2016年10月26日 | K-ble Jungle #1 ～HANEDA INTERNATIONAL ANIME MUSIC FESTIVAL Presents～ | Spotify配信 | Amazon配信 |          |
| 2017年3月1日   | K-ble Jungle #2 ～HANEDA INTERNATIONAL ANIME MUSIC FESTIVAL Presents～ | Spotify配信 | Amazon配信 |          |
| 2017年11月1日  | K-ble Jungle Erikottero                                                | Spotify配信 |            |          |

Slugger Punch feat Eriko Kawasaki
| リリース日    | タイトル            | 販売形態    | 販売形態         | 販売形態 |
| ------------- | ------------------- | ----------- | ---------------- | -------- |
| 2020年5月20日 | Asianbeats/reloaded | Spotify配信 | junodownload配信 |          |

### シングル
Slugger Punch feat Eriko Kawasaki
| リリース日    | タイトル       | 販売形態    | 販売形態         | 販売形態 |
| ------------- | -------------- | ----------- | ---------------- | -------- |
| 2020年5月20日 | Dirty Droppers | Spotify配信 | junodownload配信 |          |
| 2020年5月20日 | Midorigreen    | Spotify配信 | junodownload配信 |          |

## 媒体出演

### イタリアでの経歴
- Padovaのテレビ局TV 7に生出演[21]し、アカペラを披露する。
- イタリア地上波全国放送チャンネル「Neko TV」/日本語講座“Eriko Nihongo”や日本の音楽を紹介する番組“KJ on the road”、フェスティバルの現地レポートを担当する。
- ウェブドラマ「Strips!」/日本語講師役として出演する。
- 全国誌PLAYBOY /コスプレに関する記事でモデルをする。
- 全国誌 Magazine K-pop/K-ble Jungleのインタビュー記事が掲載される。
- イタリアでスズキ自動車IGNISの宣伝キャラクターとして起用される。街中の看板や宣伝カー、また全国無料配布誌 ZOOM JAPANにも広告記載
- Cosplay On Air/ゲスト出演する。
- Radio Kiss Kiss/ インタビュー
- Radioanimati/ (Web radio)インタビュー
- 2015年5月 BABYMETALイタリア公演時に独占インタビュー[22]
- 2016年10月 布袋寅泰イタリア公演時に独占インタビュー[23]
- 2019年9月 イタリア国営放送チャンネルRai 1の料理番組に出演。[24]

### 日本での経歴
- 長崎国際テレビNIB「ひるじげドン」
- 長崎文化放送NCC
  - 長崎新人演奏会の出演者代表として、演奏会までのレッスンの様子や インタビューを受ける。
- 中部日本放送CBC「ノブナガ」
  - イタリアで活躍する日本人タレントとして出演する。
- 読売テレビ・日本テレビ系列[25]「グッと!地球便」
  - イタリアで日本語講師、そしてアニソンシンガーとしても活動している様子のドキュメンタリー
  - 2014年12月21日、
- 長崎放送NBCラジオ
  - イタリア生活やイタリアでのアーティスト活動について2時間のトーク
- 情報プレゼンター とくダネ!（2020年2月27日、フジテレビ） - イタリアにおける2019年コロナウイルス感染症の流行状況について応答した。
- ビートたけしのTVタックル - （2020年5月10日、テレビ朝日） - イタリアにおける2019年コロナウイルス感染症の流行状況について応答した。
- THE TIME, - （2022年3月1日、TBSテレビ） - ヴェネツィア・カーニバルについて特派員として出演。
- ZIP! ‐ （2023年5月8日、日本テレビ系列） - 日本よりも海外で有名な日本人（第5弾）として紹介[26]

### 声楽コンクールでの受賞経歴
- 2002年　
  - 第3回高校生のための歌曲コンクール　全国大会　最優秀賞　副賞でイタリア短期留学
  - 第56回　全日本学生音楽コンクール　九州大会　第3位
  - 受賞者によるニューイヤーコンサート（福岡アクロスホール）に出演
- 2004 年 
  - 第58回　全日本学生音楽コンクール　九州大会　第2位
  - 受賞者によるニューイヤーコンサート（福岡アクロスホール）に出演
- 2006年 
  - 第60回　全日本学生音楽コンクール　九州大会　第1位 全国大会出場
  - 受賞者によるニューイヤーコンサート（福岡アクロスホール）に出演
- 2007年 
  - 第35回　長崎県新人演奏会に出演